# Gymnometriocnemus mahensis
Gymnometriocnemus mahensis är en tvåvingeart som först beskrevs av Jean-Jacques Kieffer 1911.  Gymnometriocnemus mahensis ingår i släktet Gymnometriocnemus och familjen fjädermyggor. Inga underarter finns listade i Catalogue of Life.